# Teoria fiscal do nível de preços
A teoria fiscal do nível de preços é a teoria macroeconômica que estipula a política fiscal do governo, incluindo o nível da dívida pública e a alíquota dos impostos, presentes e futuros, como a principal determinante do nível de preços ou da inflação. Em particular oposição à teoria quantitativa da moeda, a teoria fiscal defende o uso da política fiscal para combater a inflação ao invés da política monetária.
A teoria fiscal gira em torno da confiança pública das pessoas que usam a moeda emitida pelo governo e a capacidade desse governo em honrar suas obrigações assumidas. A moeda de um país soberano seria como uma "ação" no governo daquele país, de modo que um défice estrutural da dívida pública faria o valor da "ação" diminuir. Pela teoria, os bancos centrais não são capazes de impedir o aumento da inflação se não houver concomitantemente uma tentativa crível por parte do governo de equilibrar as contas públicas. Um dos motivos para isso seria, segundo a teoria, que o aumento de gastos com pagamentos de juros sobre a dívida pública seriam, por si próprios, inflacionários.
O economista John Cochrane argumenta que o fator-chave no manejo da inflação é a confiança do público que a dívida pública do país será paga; quando as pessoas passam a esperar um calote da dívida, igualmente começam a esperar e a se preparar para um aumento da inflação. Ele também diz que, nos casos em que grandes défices públicos não são acompanhados de inflação, são os défices em si que estão evitando uma deflação. O economista recomenda também que o nível da taxa de juros não seja posto acima do nível da inflação.